# Nicolae Cajal (stație de metrou)
Nicolae Cajal este o stație planificată de metrou din București. Se va afla în Sectorul 4, în zona cimitirului evreiesc Giurgiului.